# Temple protestant de Saint-Raphaël
Le temple protestant de Saint-Raphaël est un lieu de culte situé 291 avenue du Maréchal-Lyautey à Saint-Raphaël (Var). La paroisse est membre de l'Église protestante unie de France.

## Histoire

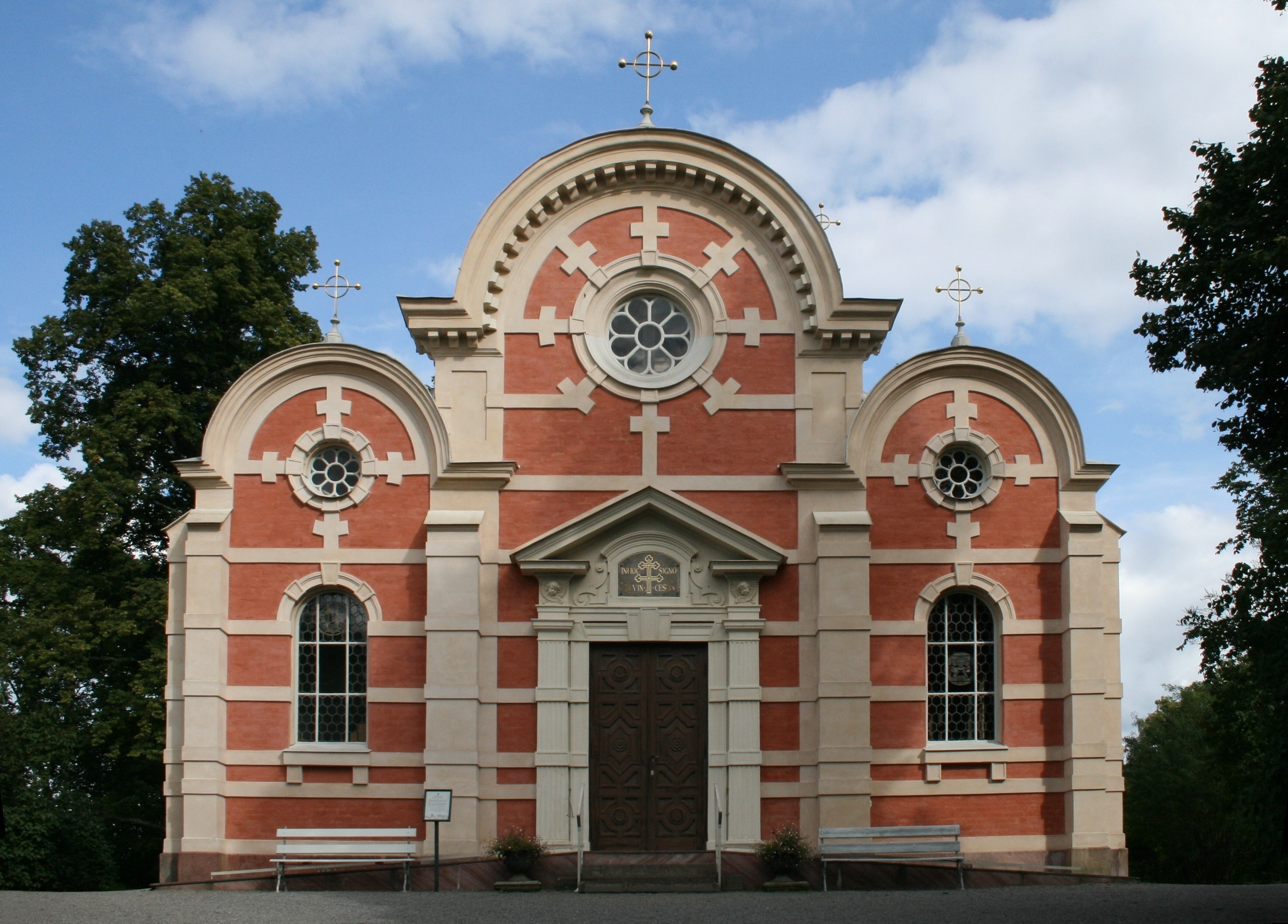
Chapelle du château d'Ulriksdal, en Suède, 1865.

En 1881, un ancien officier de l’armée des Pays-Bas Johannes Marius Janszen, fait construire une villa à Saint-Raphaël pour les soins de sa fille Meryem souffrant de maladie respiratoire. A l’est de la villa, il élève une chapelle privée pour la communauté protestante, qui n’a pas de lieu de culte officiel. L'architecte est Pierre Aublé. C'est une copie de la chapelle du palais royal d'Ulriksdal, à proximité de Stockholm en Suède. En 1882, la Préfecture autorise l’ouverture du culte dans le cadre du Régime concordataire français. L'inauguration au lieu lors d'un culte le 23 avril 1882. 
En 1897, Johannes Janszen vend sa villa et s'installe au quartier du Rébori. La propriété est morcelée. Le prince russe Nicolas de Szabelsky, grand chambellan du Tsar, fait de la villa sa résidence d’hiver. Après la Révolution russe de 1917, il se réfugie dans sa villa. En 1900, elle est rachetée par un chirurgien parisien, qui la transforme en la Clinique Notre-Dame-de-la-Merci. En 1907, l'Église réformée de France rachète la chapelle et les statuts de l’association cultuelle de l'église réformée de Saint-Raphaël sont déposés,.
Le temple est aujourd'hui le siège de l'Église protestante unie Var-Est, qui gère égaiement les temples de Saint-Tropez et de Draguignan. Elle anime également l'église œcuménique Saint-François-d'Assise de Port Grimaud.

## Architecture
L'édifice est une église à plan basilical, avec une nef centrale à cinq travées, voûtée en plein-cintre. La façade est percées de trois baies en plein cintre avec des vitraux à motifs géométriques et floraux, trois rosaces non ajourées rythme l'élévation supérieur. Le sol est revêtu de granito. Le clocher a un toit à l'impériale couvert de zinc. 